# ليون س. غودريش
ليون س. غودريش (بالإنجليزية: Leon C. Goodrich)‏ هو مهندس معماري أمريكي، ولد في 2 يناير 1892، وتوفي في ديسمبر 1968.